# Швеция на зимних Олимпийских играх 1988
Швеция принимала участие в XV Зимних Олимпийских играх, проходивших в Калгари, Канада, где завоевала 6 медалей, из которых 4 золотые и 2 бронзовые. Сборную страны представляли 67 спортсменов (54 мужчины, 13 женщин), выступавших в 9 видах спорта. Главными героями игр стали лыжник Гунде Сван и конькобежец Томас Густафсон, завоевавшие на играх по 2 золотые медали.

## Медалисты
| Медаль | Спортсмен | Вид спорта         | Дисциплина                                 |
| ------ | --- | ------------------ | ------------------------------------------ |
| Золото | Гунде Сван | Лыжные гонки       | 50 км, вольный стиль, мужчины              |
| Золото | Ян Оттоссон Томас Вассберг Гунде Сван Торгни Могрен | Лыжные гонки       | Эстафета 4×10 км, свободный стиль, мужчины |
| Золото | Томас Густафсон | Конькобежный спорт | 5000 м, мужчины                            |
| Золото | Томас Густафсон | Конькобежный спорт | 10000 м, мужчины                           |
| Бронза | Ларс-Бёрье Эрикссон | Горнолыжный спорт  | Супергигант, мужчины                       |
| Бронза | Сборная Швеции по хоккею с шайбой (Петер Линдмарк, Петер Ослин, Андерс Бергман, Андерс Эльдебринк, Петер Андерссон, Ларс Карлссон, Ларс Иварссон, Матс Чильстрём, Томас Эрикссон, Томми Самуэльссон, Бу Берглунд, Хокан Сёдергрен, Ларс-Гуннар Петтерссон, Микаэль Юханссон, Микаэль Андерссон, Ульф Сандстрём, Йенс Элинг, Юнас Бергквист, Томас Рундквист, Микаэль Йэльм, Ларс Мулин, Том Эклунд, Петер Эрикссон) | Хоккей             | Мужчины                                    |

## Состав и результаты олимпийской сборной Швеции

#### Горнолыжный спорт
Спортсменов — 1
| Соревнование      | Спортсмены         | Скоростной спуск/ 1 спуск | Слалом/ 2 спуск | Всего   | Место |
| ----------------- | ------------------ | ------------------------- | --------------- | ------- | ----- |
| Гигантский слалом | Кристина Андерссон | 1:04,01                   | 1:11,08         | 2:15,09 | 22    |
| Слалом            | Кристина Андерссон | DNF                       | DNF             | DNF     | —     |